# Ute Hartwich
Ute Hartwich (* 1969 in Gelsenkirchen) ist eine deutsche Trompeterin.
Von 1991 bis 1995 absolvierte sie ein Studien bei Friedemann Immer im Fach Barocktrompete. Von 1999 bis 2001 studierte sie an der Schola Cantorum Basiliensis in Basel bei Edward H. Tarr Naturtrompete.
Sie tritt als Solistin und als Orchestermusikerin international auf. Konzertreisen führten in deutsche Städte sowie in europäische Länder Europas, die USA und nach Südostasien.
Sie ist Mitglied der Akademie für Alte Musik Berlin und ständiger Gast bei den Ensembles Cantus Cölln, Musica Antiqua Köln, der LauttenCompagney Berlin, der Capella Augustina, Concerto Köln, dem United Continuo Service u. a. Seit 1997 ist sie Mitglied im Westfälischen Blechbläserensemble. 
An der Hochschule für Musik und Theater „Felix Mendelssohn Bartholdy“ Leipzig unterrichtet Ute Hartwich seit Herbst 1999 Barocktrompete.